# کارملو گومس
کارملو گومِس (اسپانیایی: Carmelo Gómez‎) بازیگر تئاتر، سینما و تلویزیون اهل اسپانیا است. وی دانش‌آموختهٔ دانشکده عالی سلطنتی هنرهای نمایشی است.
از فیلم‌ها یا مجموعه‌های تلویزیونی که وی در آن‌ها نقش داشته است، می‌توان به وقت تنگ است، سفر به هیچ‌کجا، پیاده‌روی کنید، اُبیه‌دو اکسپرس، روش، زمین، سنجاب قرمز، گاوها و لوئیزا سانفلیچه اشاره نمود.